# Yvan Covent
Yvan Covent (12 de outubro de 1940 — 19 de novembro de 2011) foi um ciclista belga. Competiu como representante de seu país nos Jogos Olímpicos de Verão de 1960, onde a equipe belga terminou em décimo oitavo na prova de 100 km contrarrelógio por equipes.